# Gräfenberg
Gräfenberg è una città tedesca situata nel land della Baviera.